# Villa Eugenia
Villa Eugenia è una villa dell'età napoleonica presente a Civitanova Marche e situata in fondo all'omonimo viale della città.
La villa dà il nome anche alla zona che la circonda infatti con il nome di Villa Eugenia spesso si tende ad identificare la parte più a nord-ovest del quartiere San Marone.

## Storia
Nel 1850 alcuni terreni della zona di Civitanova Marche passarono in mano alla famiglia Bonaparte ed Eugenia Maria di Montijo de Guzman, moglie di Napoleone III, diede il via alla costruzione della villa su di una collinetta a nord-ovest della città, che sarebbe diventata luogo di soggiorno e di riposo.
La villa successivamente passò in custodia ai conti Graziani.
La storia della Tenuta Bonaparte inizia dopo l'annessione delle Marche al Regno Napoleonico d'Italia avvenuta con il decreto imperiale di Saint Cloud del 2 aprile 1808. In quegli anni circa cento poderi del territorio di Civitanova, in ottemperanza della legge di soppressione delle Congregazioni religiose e a seguito della confisca dei relativi beni, furono incamerati dal Regio Demanio prima come Appannaggio Reale, poi come beni personali del viceré Eugenio Beauharnais e dei suoi discendenti.
Dopo la caduta dell'impero napoleonico, per decisione del Congresso di Vienna del 1814, tutte queste terre non vengono restituite allo Stato Pontificio ma rimangono dei Bonaparte fino a diventare proprietà privata dell'Imperatore Napoleone III; nel Catasto Gregoriano di Civitanova del 1855 risultava al n° 46: Bonaparte Luigi Napoleone III - Imperatore dei Francesi in Parigi, a cui veniva stimata una proprietà di circa 10.500 tavole (pari a 1.050 ettari), un quarto delle terre coltivabili del territorio comunale. Dopo essere stata amministrata inizialmente da un ex colonnello dei Dragoni veterano delle campagne napoleoniche, la tenuta verrà diretta dall'ingegner Paul Hallaire sovraintendente generale dei domaines privés de l'Empereur Napoléon III a Civitanova; l'ing. Hallaire riuscirà a dare un nuovo impulso all'azienda importando dalla Francia nuove tecniche e moderni sistemi di conduzione: a lui si deve probabilmente l'introduzione dei vitigni francesi fra quelli coltivati nella tenuta.
Durante questo periodo, oltre ad opere di beneficenza e aiuto sociale, fu costruita una importante villa su un ameno colle della tenuta: Villa Eugenia, così chiamata in onore della Imperatrice Eugenia de Montijo moglie di Napoleone III la quale erediterà la tenuta alla morte del marito e ne rimarrà proprietaria fino al 1920, quando morì all'età di novantaquattro anni.
Il periodo più importante dal punto di vista agronomico della Amministrazione Bonaparte fu durante la gestione, dal 1883 al 1918, di Celso Tebaldi che si fa interprete dell'esigenza di utilizzare metodi intensivi e razionali, dando un saggio di conduzione agricola innovativa che valse la fama di innovatore a lui e di azienda modello alla tenuta.
I mille e duecento ettari della tenuta erano divisi in 110 “colonie” organizzate in tre Fattorie autonomamente amministrate: la prima in località Piane di Chienti, la seconda in località Asola-Poggio Imperiale, e la terza fattoria in località Fontespina; di ogni fattoria era responsabile un fattore che agiva con la collaborazione di un “capodopera” e rendeva conto direttamente all'amministratore. Ad ogni podere o “colonia” era stato assegnato un nome, alcuni richiamavano antichi toponimi come S. Silvestro, Fossacieca, Boccadigabbia, San Leonardo; Progresso; altri erano nomi di fantasia come Benprovvisto, Pratolina e Balsamina, mentre altri ancora si rifacevano a personaggi dell'era napoleonica come Murat, Guzman, Maria Walenska e così via.
La gestione della tenuta andò avanti, con alterne vicende, fino alla Seconda Guerra Mondiale, poi le nuove leggi, i nuovi rapporti di lavoro e lo spopolamento delle campagne hanno portato all'inevitabile decadenza dell'Amministrazione Bonaparte con il conseguente smembramento del latifondo e la vendita progressiva dei singoli poderi. Il podere Boccadigabbia, che faceva parte della fattoria di Fontespina, fu venduto nel 1956 alla famiglia Alessandri direttamente da Sua Altezza Imperiale il Principe Luigi Napoleone Bonaparte, ultimo pretendente alla Corona Imperiale.

## Aspetto
Ad oggi la villa si presenta come un "rudere" in parte crollato, il colore rosso delle pareti esterne va di anno in anno perdendosi e la vegetazione del parco circostante anch'essa deperisce e si riduce drasticamente.